# Masařka obecná
Masařka obecná (Sarcophaga carnaria) je 15 až 20 mm velká moucha podobající se mouše domácí, avšak znatelně větší velikosti. Má podélně černošedě pruhovanou hruď a černošedě kostkovaný zadeček připomínající šachovnici. Její zbarvení může někdy přecházet až do kovově modré. Nohy jsou silné a dlouhé, oči červenohnědé.

## Výskyt
Masařka se vyskytuje hojně, a to od března do listopadu. Nejčastěji lze tuto mouchu pozorovat na zdechlinách, ale i na květech. Běžně se vyskytuje v okolí domů, v zimě lze masařky pozorovat, jak se sluní na zdech. Masařka je velmi nepříjemná moucha, jež může přenášet řadu nemocí. Vyvíjí se hlavně v mase, odtud pojmenování masařka.

## Rozmnožování
Samička naklade první stádium larev do masa, zdechlin či do otevřených ran živočichů, někdy také do živých žížal. Larvy, jež mají špičatou hlavu a tupý zadeček, se živí hnijícím masem nebo tkáněmi žížal. Dospělé masařky se živí jak na zdechlinách, tak na rostlinách.